# Joseph Francis Maguire
Joseph Francis Maguire (* 4. September 1919 in Boston, Massachusetts; † 23. November 2014 in Springfield, Massachusetts) war Bischof von Springfield.

## Leben
Joseph Francis Maguire absolvierte zunächst ein Studium am Boston College (Bachelor of Arts; 1941). er trat in das St. Johns Seminary in Brighton ein und studierte Theologie und Philosophie. Am 29. Juni 1945 empfing er die Priesterweihe in der Heilig-Kreuz-Kathedrale in Boston. Nach seelsorgerischer Tätigkeit im Erzbistum Boston war er von 1956 bis 1959 Militärkaplan bei der U.S. Army Reserve and Mass. National Guard. Von 1962 bis 1971 war er Persönlicher Sekretär der Erzbischöfe von Boston Richard Kardinal Cushing sowie Humberto Kardinal Medeiros.
Papst Paul VI. ernannte ihn am 1. Dezember 1971 zum Weihbischof in Boston und Titularbischof von Mactaris. Der Erzbischof von Boston, Humberto Sousa Medeiros, spendete ihm am 2. Februar 1972 die Bischofsweihe; Mitkonsekratoren waren die Bostoner Weihbischöfe Jeremiah Francis Minihan und Thomas Joseph Riley. Zur Unterstützung Christopher Joseph Weldons wurde er am 13. April 1976 zum Koadjutorbischof von Springfield ernannt. Papst Paul VI. ernannte ihn am 15. Oktober 1977 zum Bischof von Springfield.
Am 27. Dezember 1991 nahm Papst Johannes Paul II. seinen altersbedingten Rücktritt an.

## Ehrungen und Auszeichnungen
- Ehrendoktorwürde der Rechte (LL. D.) des Boston College (1976)